# ルシフェリン

ホタルルシフェリンの構造式

ルシフェリン (英: luciferin) とは、ルシフェラーゼによって酸化されて発光する物質の総称であり、ホタル、深海魚、微生物などが起こす生物発光の源である。発光素とも言う。名称は、「光をもたらす者（英: Lightbringer）」「明けの明星」を意味する羅: Lucifer（ルクスの同語源）に因む。

## 分類

セレンテラジン

一般的に以下の5種類に分類される。
ホタルルシフェリン
ホタルの持つルシフェリンで、ホタルルシフェラーゼ (EC 1.13.12.7) によって酸化され発光する。
バクテリアルシフェリン
バクテリアやある種のイカ、魚類に見られる。長鎖のアルデヒドと還元型のリン酸リボフラビンからなる。
渦鞭毛藻類ルシフェリン
クロロフィルの誘導体で、渦鞭毛藻類（海洋性プランクトン）が持つ。オキアミ類もこれと類似するものを持っていることがある。
ヴァルグリン
ウミホタルなどの貝虫やガマアンコウに見られる。その基本骨格はイミダゾピラジノンであり、多くの互変異性体がある。生合成には、イソロイシン、アルギニン、トリプトファンの3種のアミノ酸が含まれる。
セレンテラジン
放散虫、有櫛動物、刺胞動物、イカ、クモヒトデ、カイアシ類、毛顎動物、魚、エビなどに見られる。タンパク質イクオリン中の発光分子である。